# Кинг, Джерард
Джерард Кинг (англ. Gerard King; род. 25 ноября 1972, Новый Орлеан, Луизиана) — американский баскетболист, игравший на позиции лёгкого форварда. В НБА играл за «Сан-Антонио Спёрс» (1999) и «Вашингтон Уизардс» (1999—2001). В сезоне 1998/1999 в составе «Спёрс» стал чемпионом НБА.

## Биография
Кинг родился и вырос в Новом Орлеане. Учился и играл в баскетбол за Университет Николлса.
В 1995 году присоединился к команде «Майами Тропикс». В этом же году перешёл в состав «Квад-Сити Тандер» из КБА. В 1996 поехал в Италию, где подписал контракт с клубом «Фонтанафреддо».
В 1998 году был включён в состав национальной сборной США на чемпионат мира 1998 в Греции, где американцы взяли бронзовые медали.
В начале 1999 года вернулся в США и присоединился к клубу НБА «Сан-Антонио Спёрс», с которым в первом и единственном сезоне стал чемпионом НБА. В следующем сезоне стал игроком «Вашингтон Уизардс», в котором выступал до завершения карьеры в 2001.
В 2006 году был введён в Зал славы баскетбола штата Луизиана.

## Статистика в НБА
| Сезон                                                                                    | Команда     | Регулярный сезон | Регулярный сезон | Регулярный сезон | Регулярный сезон | Регулярный сезон | Регулярный сезон | Регулярный сезон | Регулярный сезон | Регулярный сезон | Регулярный сезон | Регулярный сезон | Серия плей-офф | Серия плей-офф | Серия плей-офф | Серия плей-офф | Серия плей-офф | Серия плей-офф | Серия плей-офф | Серия плей-офф | Серия плей-офф | Серия плей-офф | Серия плей-офф |
| Сезон                                                                                    | Команда     | GP               | GS               | MPG              | FG%              | 3P%              | FT%              | RPG              | APG              | SPG              | BPG              | PPG              | GP             | GS             | MPG            | FG%            | 3P%            | FT%            | RPG            | APG            | SPG            | BPG            | PPG            |
| ---------------------------------------------------------------------------------------- | ----------- | ---------------- | ---------------- | ---------------- | ---------------- | ---------------- | ---------------- | ---------------- | ---------------- | ---------------- | ---------------- | ---------------- | -------------- | -------------- | -------------- | -------------- | -------------- | -------------- | -------------- | -------------- | -------------- | -------------- | -------------- |
| 1998/99                                                                                  | Сан-Антонио | 19               | 0                | 3,3              | 42,9             | 0,0              | 61,1             | 0,7              | 0,2              | 0,1              | 0,1              | 1,2              | 8              | 0              | 1,8            | 50,0           | 0,0            | 0,0            | 0,5            | 0,1            | 0,0            | 0,1            | 0,5            |
| 1999/2000                                                                                | Вашингтон   | 62               | 28               | 17,1             | 50,2             | 0,0              | 74,2             | 4,0              | 0,8              | 0,5              | 0,2              | 5,3              | Не участвовал  | Не участвовал  | Не участвовал  | Не участвовал  | Не участвовал  | Не участвовал  | Не участвовал  | Не участвовал  | Не участвовал  | Не участвовал  | Не участвовал  |
| 2000/01                                                                                  | Вашингтон   | 45               | 3                | 15,7             | 51,1             | 0,0              | 80,0             | 2,9              | 0,7              | 0,3              | 0,2              | 4,8              | Не участвовал  | Не участвовал  | Не участвовал  | Не участвовал  | Не участвовал  | Не участвовал  | Не участвовал  | Не участвовал  | Не участвовал  | Не участвовал  | Не участвовал  |
|                                                                                          | Всего       | 126              | 31               | 14,5             | 50,3             | 0,0              | 74,4             | 3,1              | 0,7              | 0,4              | 0,2              | 4,5              | 8              | 0              | 1,8            | 50,0           | 0,0            | 0,0            | 0,5            | 0,1            | 0,0            | 0,1            | 0,5            |
| Наведите курсор мыши на аббревиатуры в заголовке таблицы, чтобы прочесть их расшифровку. |             |                  |                  |                  |                  |                  |                  |                  |                  |                  |                  |                  |                |                |                |                |                |                |                |                |                |                |                |